# Harv
För andra betydelser, se Harv (olika betydelser).

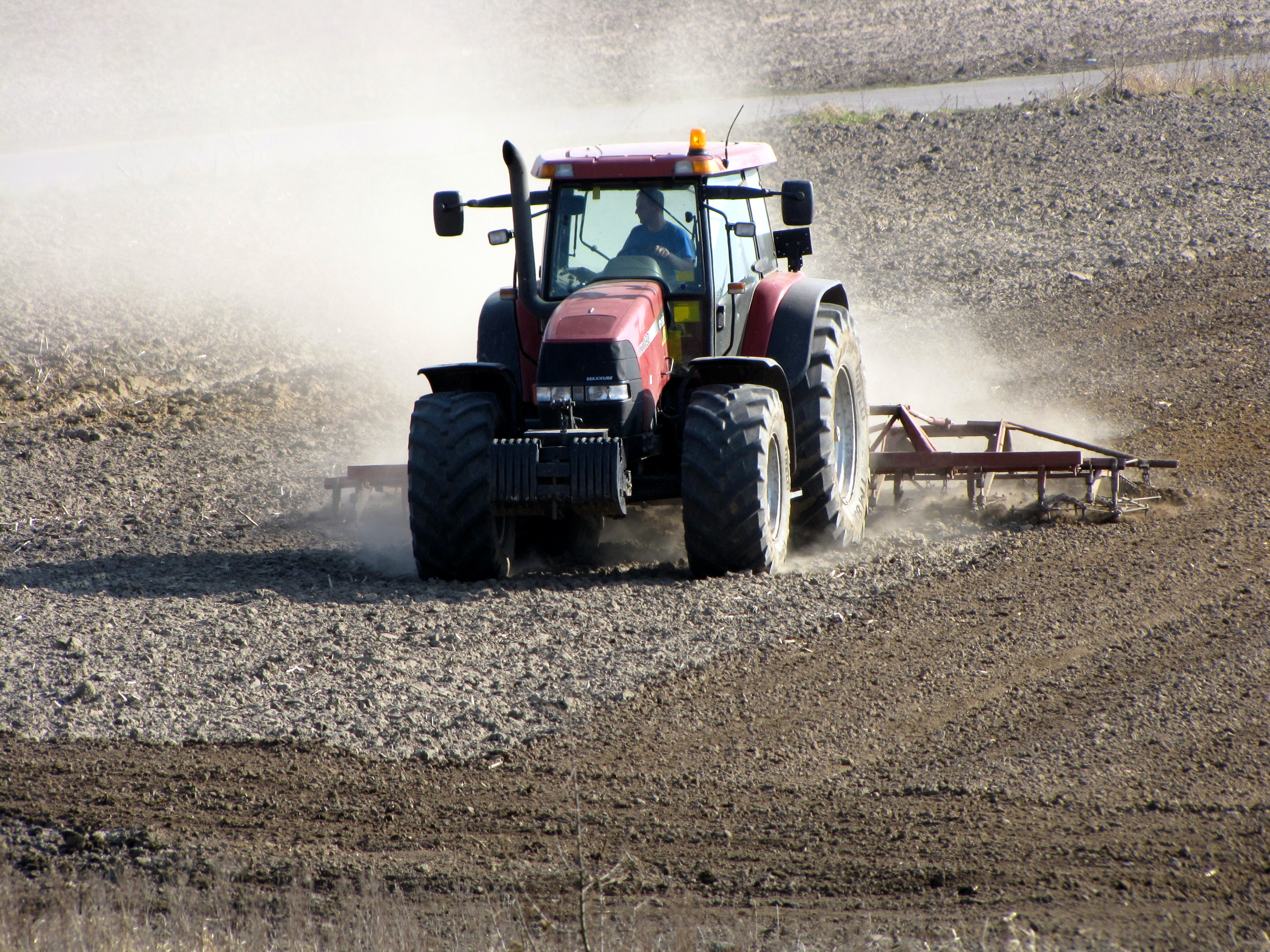
Harvning av en åker i Polen.

Harv är ett jordbruksredskap som används för olika former av markbearbetning på gräsbeväxt mark och på öppen jord. Vid harvning sönderdelas jordytan och luckras upp, till skillnad från plöjning som bearbetar ett djupare jordlager. Harvar skiljer sig från jordfräsar genom att de bearbetar hela markytan och inte bara smala sängar där grödan planteras.
En speciell typ är broddharvning, som utförs efter broddens (de nya skotten) uppväxt med en lätt harv för att luckra jorden och förstöra ogräs.

## Historia

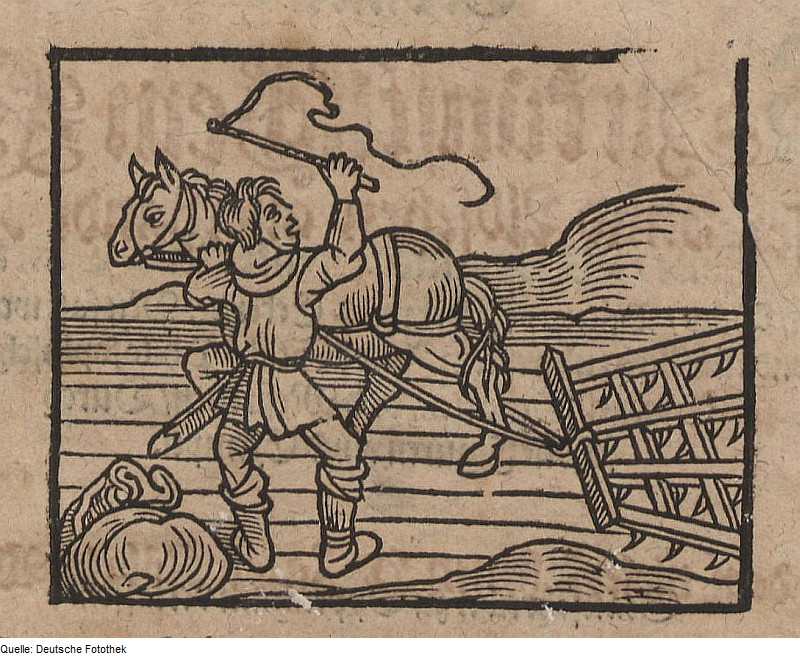
Harvning på 1500-talet. Träsnitt av Jacob Koebel.

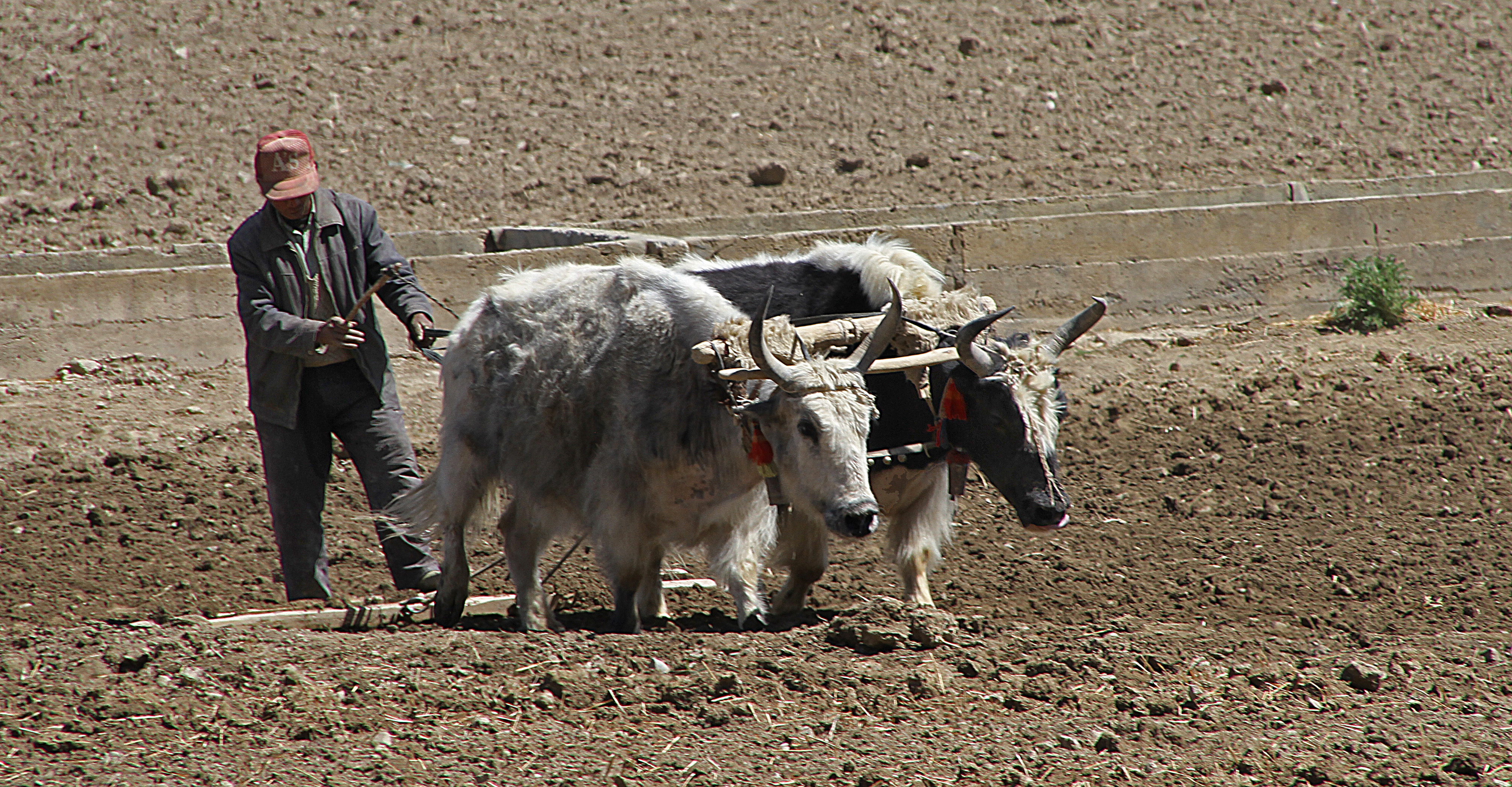
Harvning i Tibet 2014.

Harven har en lång historia, ungefär lika lång som plogen. Den första kända harven var en buskharv som bestod av buskar fastbundna i någon form av träram. Kvistharven eller risharven brukades ännu på 1800-talet bland annat i Finland. En slags pinnharv (se bild 1) användes redan av romarna för att jämna till ytan och dra upp ogräs och rötter från den  plöjda marken. 

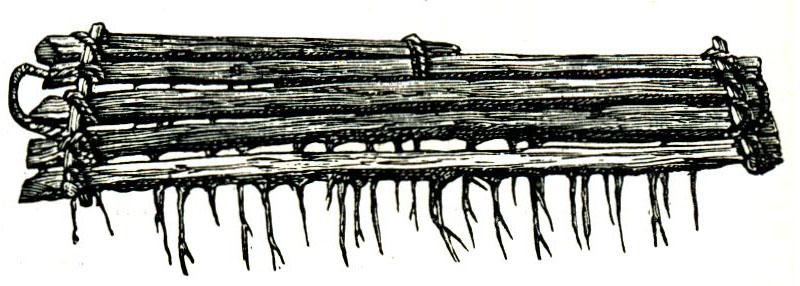
Kvistharv.

I de svenska landskapslagarna stadgas straff för stöld av harvpinnar, vilket visar att harven redan på medeltiden var ett viktigt redskap. Den vanliga formen under äldre tid var ett ramverk i trä, med ett antal i rader nerstuckna träpinnar, löst infogade för att lättare kunna följa en ojämn markyta. Trätenarna nöttes dock hårt och måste ofta ersättas. I slutet av 1700-talet började man därför smida harvpinnar av järn, vilka visade sig mycket effektiva särskilt på tyngre lerjordar. På 1770-talet uppfanns en harvtyp med trekantig ram och gåsfotsliknande harvpinnar. Typen spred sig till Sveriges grannländer där den kallades "svenskharv", medan den i Sverige kallades "klös".
Industriell tillverkning av jordbruksredskap började under andra halvan av 1800-talet men det var först med traktorns etablering som utvecklingen tog fart. För Sveriges del skedde det efter andra världskriget. Moderna harvar saluförs med arbetsbredder mellan cirka 2,5 och 11 meter. Effektbehovet uppgår till cirka 10-30 hk per meter arbetsbredd beroende av underlag och typ av harv. Mindre harvar (upp till cirka 5 m) bärs ofta i traktorns trepunktslänkage, medan större är bogserade. Idag finns kombinationsredskap som i en överfart harvar, gödslar, sår och vältar ett fält. Vanliga kombinationer är harvning/sådd och sådd/vältning.
Harvar kan delas in i tre grundtyper efter sina aktiva element: kedjor, pinnar och tallrikar.

## Harvtyper

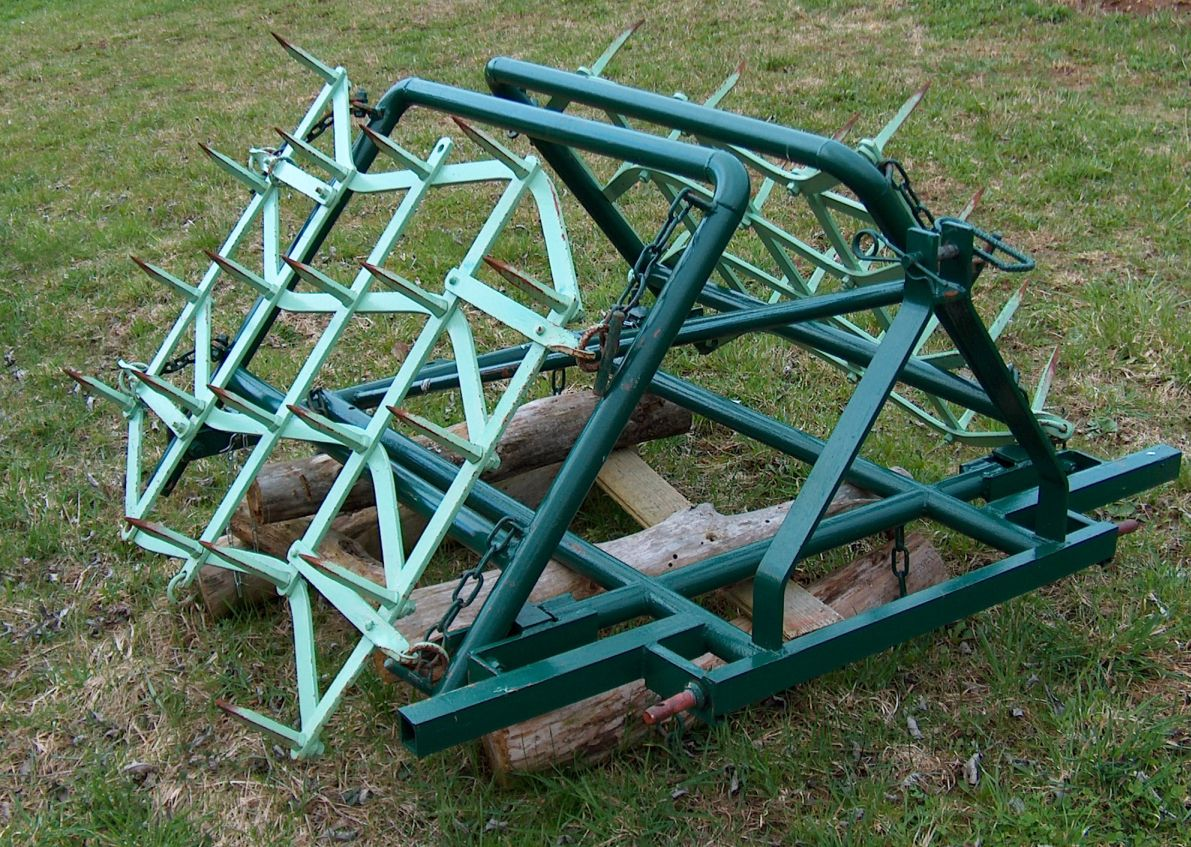
Bild 1. Mindre buren pinnharv utan sladdplanka i transportposition.

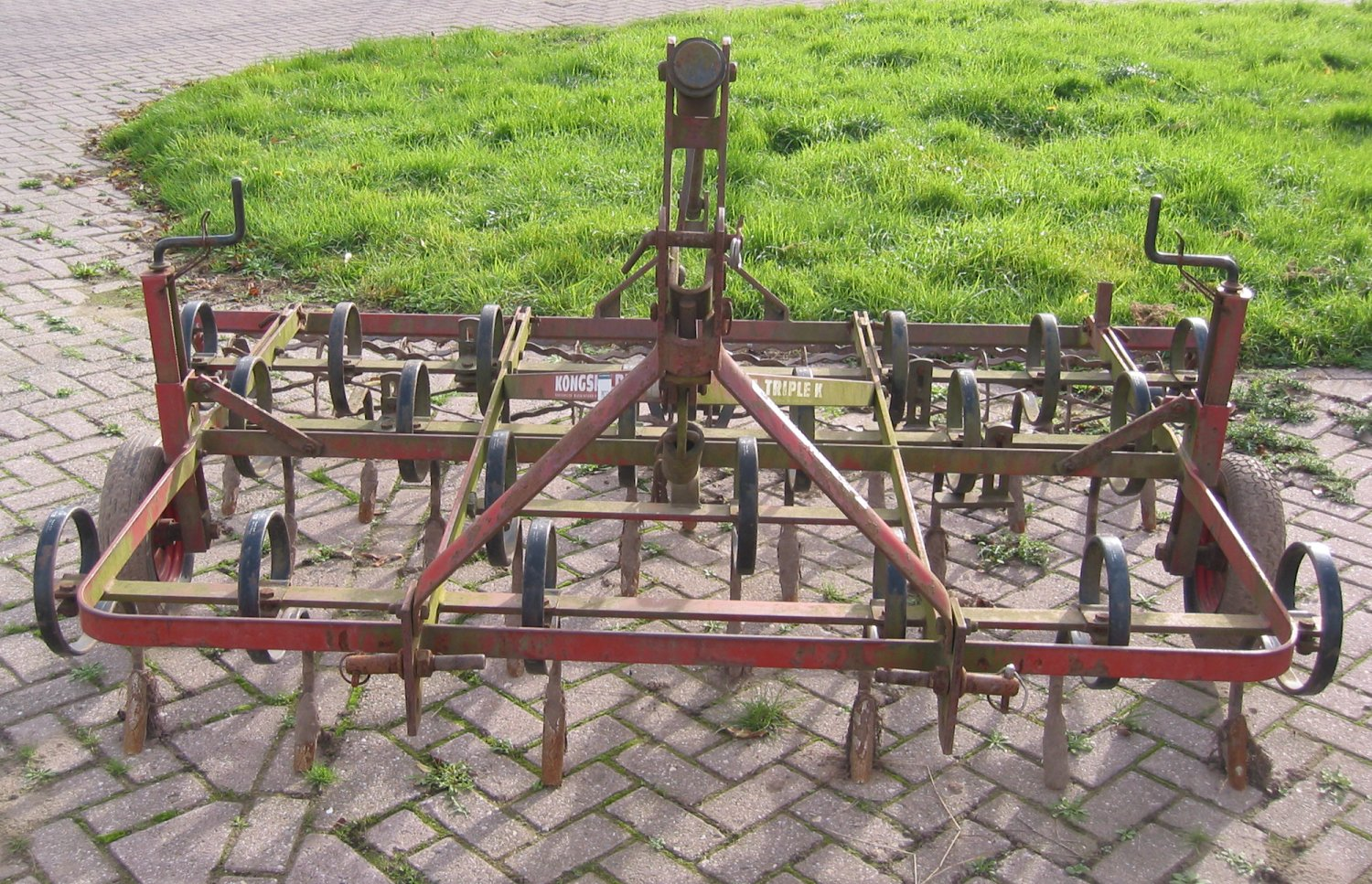
Bild 2. Mindre fjäderharv utan sladdplanka.

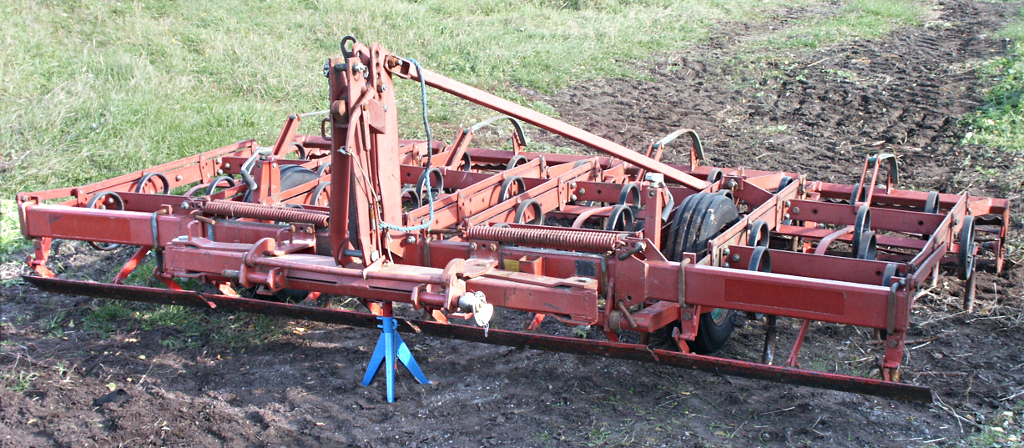
Bild 3. Mindre (3,6 m bred) s-pinneharv med mekanisk sladdplanka och packningsrulle - buren i transportläge, bogserad i arbetsläge.

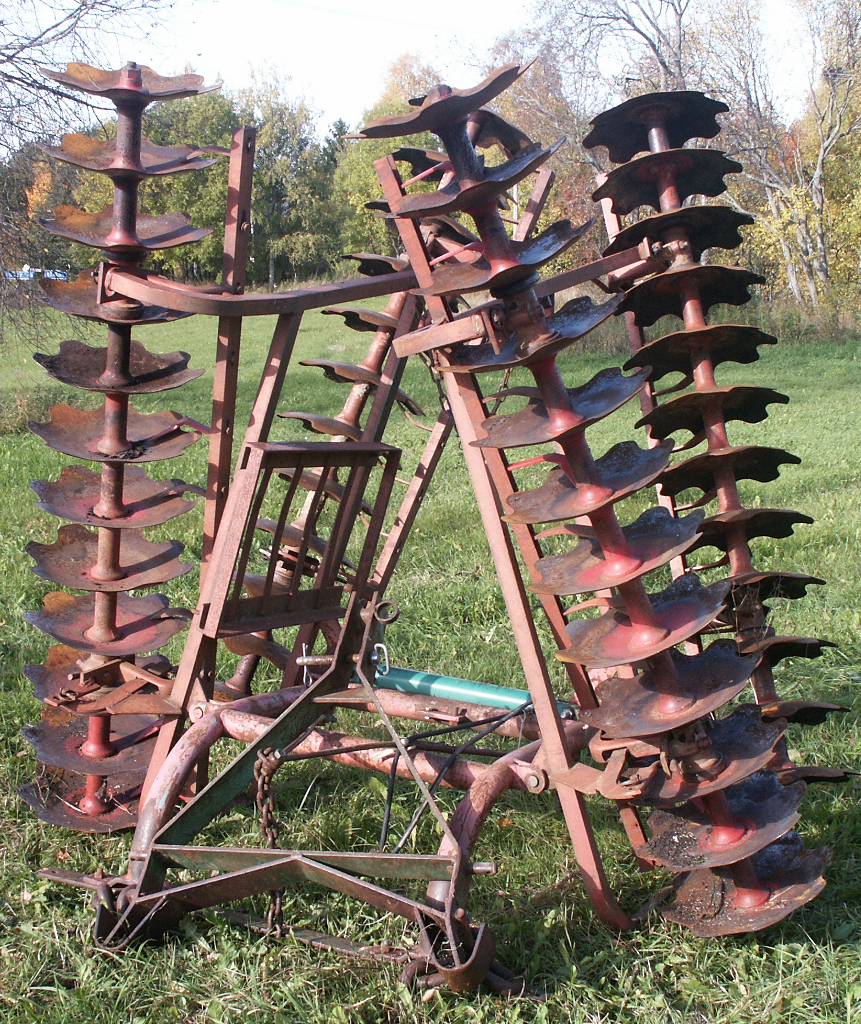
Bild 4. Tallriksharv 4m/48 tallrikar i transportläge - buren i transportläge, bogserad i arbetsläge.

### Kedjeharvar
- Gräsharv - används för att sprida ut gödsel på avbetade betesmarker samt att lufta gräset i inledningen av växtsäsongen. Är utrustade med ett antal kedjor eller liknande som släpas på marken.

### Pinnharvar
- Gräsluckrare - används för att luckra upp gräsytan med syfte att få gräset att växa bättre. Används ofta på betesmarker i början av växtsäsongen.
- Gårdsharv eller grusharv - används för att jämna till grusgångar m.m.
- Kultivator - kraftig fjäderharv för djupbearbetning av jord.
- Alvluckrare - används för att luckra upp alvskiktet (jordlagret under matjordslagret) med syfte att åtgärda markpackning.
- Pinnharv - används idag mest för ogräsbekämpning. Den kan också användas som gräsluckrare.
- Fjäderharv - används för att åstadkomma en såbädd, dvs. skapa gynnsamma jordförhållanden för utsädet att gro i marken, Den består vanligen av en sladdplanka som kan vara hydrauliskt justerbar och fjädrande pinnar fördelade på 3-5 axlar och med ett avstånd av 6–10 cm. Sladdplankan slätar ut ojämnheter och de fjädrande pinnarna luckrar därefter upp jordytan. Oftast har harven en efterharv monterad längst bak med uppgift att jämna till efter fjädrarna och lyfta upp ogräsrötter på markytan. Se bild 2 och 3. Gränsen mellan kultivator och fjäderharv är något otydlig.

### Tallriksharvar
- Tallriksharv  -  lämplig för brytning av torvskiktet på gamla vallar innan plöjning.  De kan vanligen utrustas med extra vikter så att de kan användas för att skära sönder torvytan (stubbrytning) på ett fält innan plöjning.
- Skålsvans - en lättare typ av tallriksharv, används för en första sönderdelning av jordtiltorna efter plöjning. Bild 4 visar en äldre modell av skålsvans.

### Kultivator

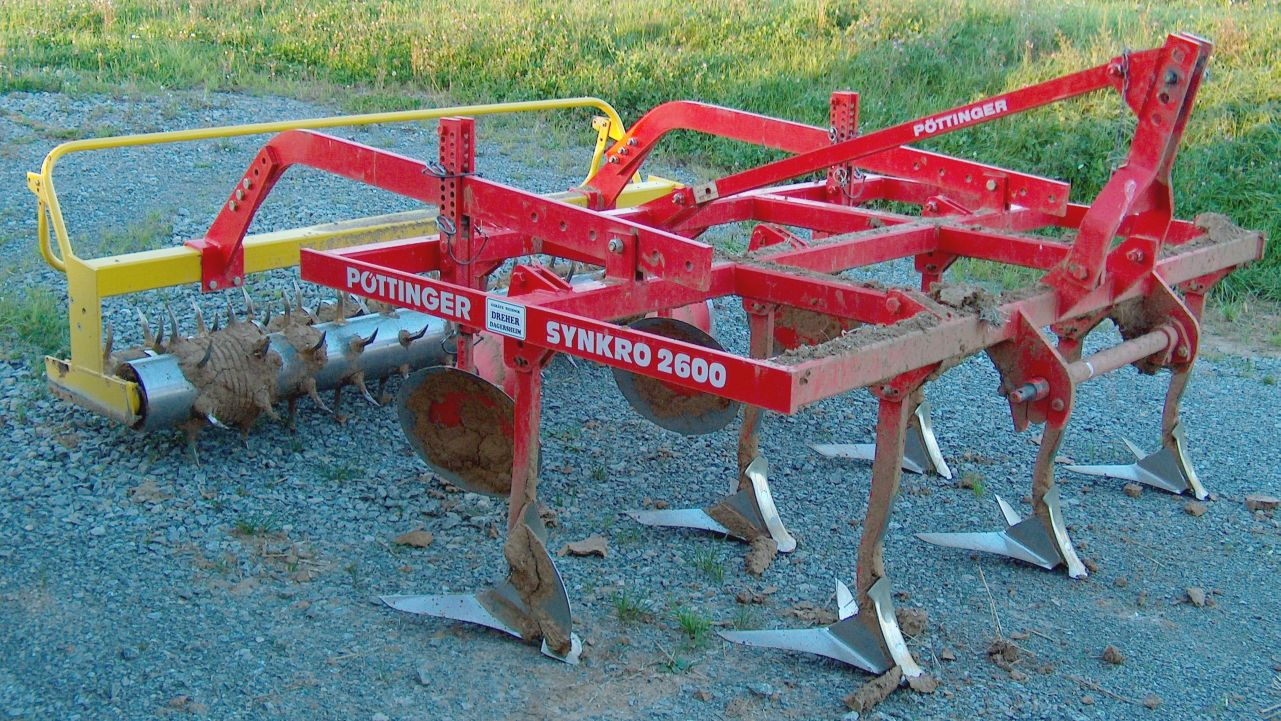
Kultivator

Kultivator är en typ av harv med glesa pinnar som bearbetar jorden djupt. Används för att bekämpa ogräs såsom kvickrot genom att riva sönder rötterna. Kultivatorn används efter skörden och före plöjningen. Kultivatorn ersätter plogen för de lantbrukare som använder plöjningsfri odling.

## Kombinationsharvar
- Brysselplog - en kombination av tallriksharv och kultivator avsedd för stubbrytning och nedmyllning vid plöjningsfri odling.